# Proprioseiopsis terrestris
Proprioseiopsis terrestris är en spindeldjursart som först beskrevs av Chant 1959.  Proprioseiopsis terrestris ingår i släktet Proprioseiopsis och familjen Phytoseiidae. Inga underarter finns listade i Catalogue of Life.